# Dryopteris kamtshatica
Dryopteris kamtshatica là một loài dương xỉ trong họ Dryopteridaceae. Loài này được Komarov mô tả khoa học đầu tiên năm 1914.
Danh pháp khoa học của loài này chưa được làm sáng tỏ. 